# Josef Passy-Cornet
Josef Passy-Cornet (3. Jänner 1864 in Wien – 2. Juni 1934 in Zell/Tirol) war ein österreichischer Opernsänger (Bassbariton).

## Leben
Josef Passy-Cornet, Sohn der Opernsängerin Adele Passy-Cornet, die ihn auch ausbildete, debütierte 1886 am Opernhaus in Laibach als „Lord Tristan“ in Friedrich von Flotows Martha, war dann an den Theatern von Glogau/Schlesien, Neustrelitz, Regensburg (1893–1894), Würzburg (1894–1896), Mainz (1896–1899), Köln (1899–1901), Düsseldorf (1901–1903) und Augsburg (1903–1904). Von 1904 bis 1905 wirkte er an der Volksoper Wien und danach erneut in Düsseldorf von 1905 bis 1906. Schließlich wechselte er erneut nach Augsburg, wo er von 1906 bis 1929 Sänger und Regisseur am Theater war.
Zu erwähnen sind seine Rollen als „Leporello“ im Don Giovanni, als „Bartolo“ im Barbier von Sevilla wie in Figaros Hochzeit, „Papageno“ in der Zauberflöte, „van Bett“ in Zar und Zimmermann von Lortzing, „Falstaff“ in Nicolais Lustigen Weibern von Windsor und als „Bombardon“ im Goldenen Kreuz von Ignaz Brüll.
Anton Passy-Cornet war sein Bruder. Julius und Franziska Cornet waren seine Großeltern.